# Chomok
Chomok (ros. Хомок) – wieś w Rosji, w rejonie charowskim obwodu wołogodzkiego. W 2021 r. liczyła 1 mieszkańca.